# Béguios
Béguios (baskisch Behauze) ist eine französische Gemeinde mit 263 Einwohnern (Stand 1. Januar 2022) im Département Pyrénées-Atlantiques in der Region Nouvelle-Aquitaine. Die Gemeinde gehört zum Arrondissement Bayonne und zum Kanton Pays de Bidache, Amikuze et Ostibarre (bis 2015: Kanton Saint-Palais).
Die Bewohner werden Behauztar genannt.

## Geographie
Béguios liegt ca. 50 km südöstlich von Bayonne im Landstrich Pays de Mixe in der historischen Region Nieder-Navarra im französischen Teil des Baskenlands.
Umgeben wird der Ort von den Nachbargemeinden:
|                | Masparraute                                 | Labets-Biscay    |
| Amorots-Succos | Kompassrose, die auf Nachbargemeinden zeigt | Luxe-Sumberraute |
|                | Beyrie-sur-Joyeuse                          |                  |

Béguios liegt im Einzugsgebiet des Adours. Ein Nebenfluss des Lihoury, die Apatharena, fließt teilweise an der westlichen Grenze des Gemeindegebiets zu Amorots-Succos entlang.
Folgende weitere Gewässer durchströmen das Ortsgebiet:
- ein Zufluss der Bidouze, der Minhurièta Erreka, mit den Nebenflüssen
  - Olhaberriko Erreka und
  - Laherminagako Erreka mit seinem Zufluss
    - Jeloseko Erreka.[2]

## Geschichte
Die Ringmauer eines befestigten Lagers aus der Frühgeschichte, das vier Verteidigungslinien aufweist, ist Zeuge einer frühen Besiedelung. Eine ovale Erhebung, von einem Graben und einer Brüstung umgeben, bildet das Zentrum der Anlage.
Béguios erscheint in den Schriften unter den Toponymen Bigaoos (1105), Bigaos (1119), Bigios (1125), Beguios (1150), Sanctus Petrus de Bigios (1160), Biguios (1176, Kopialbuch der Abtei Saint-Jean de Sorde), Beyos (13. Jahrhundert, Sammlung Duchesne), Beios (Anfang 13. Jahrhundert, Kopialbuch von Bayonne), Beguios (1316), Beguiuos (1513, Urkunden von Pamplona) und Beygoyz (1621, nach Martin de Viscay). Auf der Karte von Cassini 1750 ist die Gemeinde als Beguios eingetragen, als Begnios während der Französischen Revolution 1793 geführt, während des Französischen Konsulats acht Jahre später als Beguios und Béguios.
Die Familie Luxe waren die Lehnsherren im Mittelalter. Von ihrem Herrschaftssitz ist heute nichts mehr zu sehen, da er wahrscheinlich während der Hugenottenkriege zerstört wurde.

### Einwohnerentwicklung
Nach dem Höhepunkt von 690 Einwohnern im Jahre 1831 ist die Zahl bis heute um ungefähr ein Drittel zurückgegangen. 
| Jahr      | 1962 | 1968 | 1975 | 1982 | 1990 | 1999 | 2006 | 2009 | 2022 |
| --------- | ---- | ---- | ---- | ---- | ---- | ---- | ---- | ---- | ---- |
| Einwohner | 368  | 347  | 344  | 298  | 292  | 313  | 280  | 270  | 263  |

## Sehenswürdigkeiten
- Kirche, gewidmet dem Apostel Simon Petrus. Die ursprüngliche, im 12. Jahrhundert erbaute Kirche wurde im 18. Jahrhundert durch einen Neubau ersetzt. Das Kirchenschiff ist angesichts der Größe der Gemeinde großzügig bemessen. Renovierungen zu Beginn des 19. Jahrhunderts beseitigten die Schäden, die während der Französischen Revolution aufgetreten waren. In diesem Zuge wurden neue Glasfenster erschaffen, von denen sich drei Fenster auszeichnen, die Kirchenlehrer darstellen. Im ersten Fenster trägt ein Lehrer etwas aus einem offenen Buch vor. Es wird angenommen, dass es sich um Franz von Sales handelt, der Begründer des Ordens von der Heimsuchung Mariens zusammen mit Johanna Franziska von Chantal. Das zweite Fenster zeigt wahrscheinlich Franz von Assisi, zu erkennen an dem großen Kreuz, das seine besondere Frömmigkeit symbolisiert. Über diesem Fenster befindet sich ein weiteres Fenster als Medaillon, das offensichtlich Antonius von Padua zeigt, der das Jesuskind in seinem Arm trägt. Sein übliches Attribut ist seine Kutte, die ihn als Franziskaner ausweist. Der Altaraufsatz im barocken Stil stammt aus dem 18. Jahrhundert und ist der Plünderung und Brandschatzung während der Französischen Revolution entgangen. Er hat eine imposante Größe mit einer Vielzahl von geflochtenen Säulen und Nischen, die Heiligenstatuen aufbewahren. Der prunkvolle Eindruck wird durch goldene und rote Farben unterstrichen. Das Gemälde in der Mitte des Altaraufsatzes, das die Kreuzigung Jesu Christi zeigt, bildet hierzu einen nüchternen Kontrast. Unterhalb des Aufsatzes befindet sich ein Tabernakel aus dem 18. Jahrhundert, der durch seinen barocken Stil und seiner Farbgebung mit dem Aufsatz harmoniert. Er wird überragt durch eine Halbkuppel, die auf geflochtenen Säulen aus roter und goldener Farbe steht. Die Palmzweige im Innern der Halbkuppe, Symbole von Märtyrern, stehen im Einklang mit dem gekreuzigten Christus auf dem Gemälde darüber. In einer Kapelle befindet sich ein Denkmal zur Erinnerung an die im Ersten Weltkrieg gefallenen französischen Soldaten. Die Pietà auf dem Postament stellt die Parallele der Opferung der Soldaten zur Opferung Christi her. Auf dem angrenzenden Friedhof ist eine scheibenförmige Grabstele anzutreffen, die nicht wie üblich Grabmal ist, sondern im 20. Jahrhundert für Gedenkfeiern erschaffen und aufgestellt wurde. Sie bringt die Mischung zweier kultureller Traditionen zum Ausdruck, die der christlichen und die der baskischen. Die Scheibe ist mit geometrischen Motiven und Blumenornamenten verziert, während in den Sockel ein Kreuz gemeißelt ist, das an den Orden vom Hospital des Heiligen Johannes zu Jerusalem erinnert.[11][12][13][14][15][16]

- Wegkapelle, gewidmet Maria, der Mutter Jesu. Die Marienerscheinungen in Lourdes führten zu einem Anstieg der Marienverehrung. Deshalb sind solche Wegkapellen in der Regel zu Ehren der Gottesmutter aufgestellt. Diese Kapelle, die wie ein Miniaturmodell einer baskischen Kirche erscheint, ist ein Zeugnis der Frömmigkeit der Basken.[17]

- Wegekreuz. Es zeigt einerseits die Verbundenheit der Bevölkerung zum Christentum und dient gleichzeitig als Wegweiser. Dieses Wegekreuz ist offensichtlich stets ein Ort der Andacht, wie die Blumen bezeugen, die windgeschützt ein kleines Heiligtum am Fuße des Kreuzes schmücken, das mit Schmiedeeisen umzäunt ist.[18]

## Wirtschaft und Infrastruktur

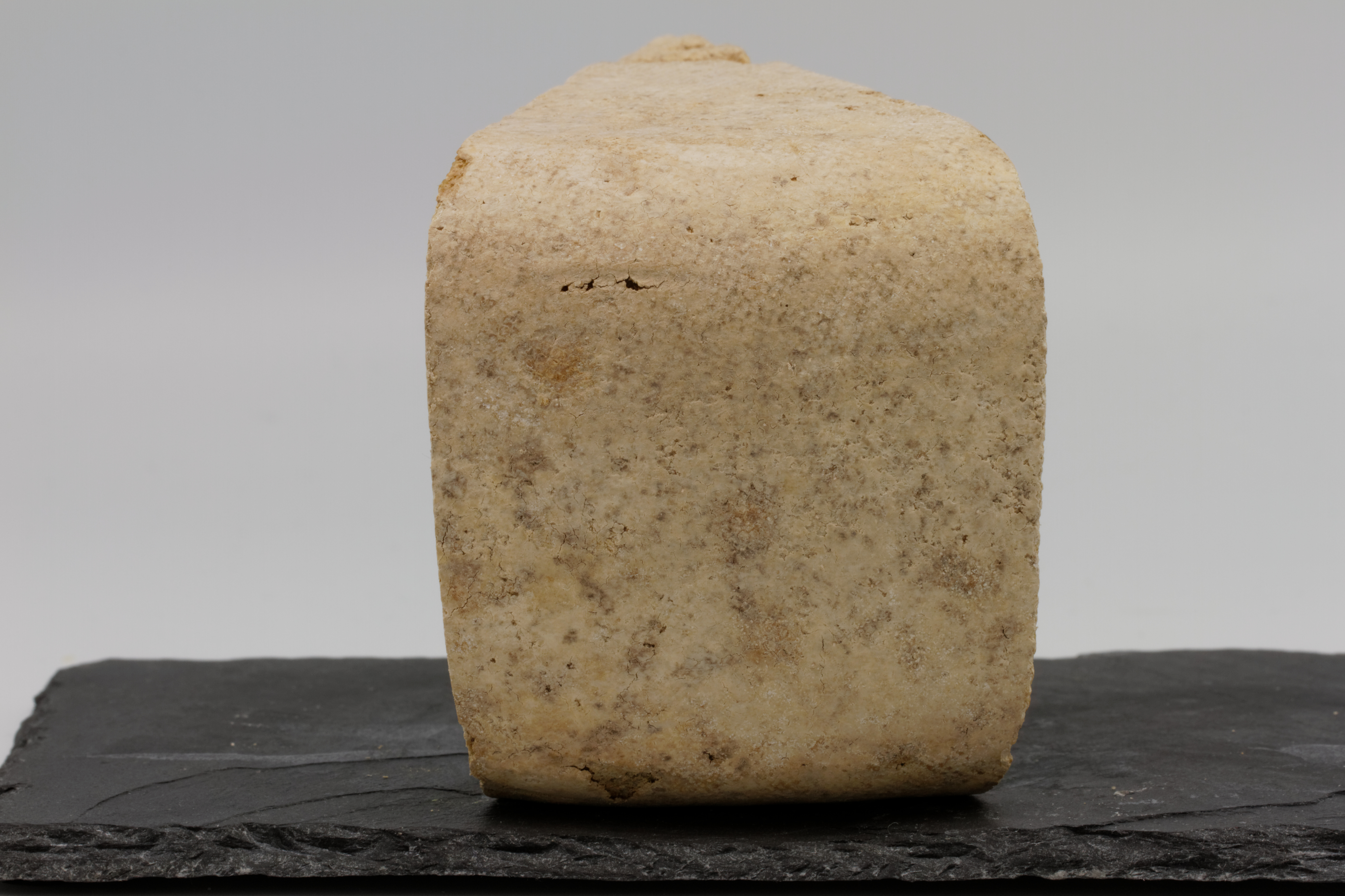
Ossau-Iraty

Ein Schwerpunkt der Wirtschaft bildet die Landwirtschaft. Béguios liegt in den Zonen AOC des Ossau-Iraty, ein traditionell hergestellter Schnittkäse aus Schafmilch, sowie der Schweinerasse und des Schinkens „Kintoa“.

### Verkehr
Béguios ist angeschlossen an die Route départementales 11, 14 und 123.